# Kamienica van der Lindów w Gdańsku
Kamienica van der Lindów – zabytkowa kamienica w Gdańsku. Mieści się przy ul. Długiej.
Kamienica powstała w 1567 roku z inicjatywy Nicolasa van der Linda. Na przełomie XIX i XX wieku obiekt został przebudowany. Od 1971 roku widnieje w rejestrze zabytków.